# Kwadrupol (analizator masy)

Budowa kwadrupola

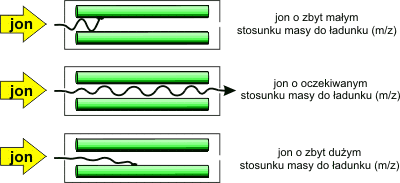
Działanie kwadrupola

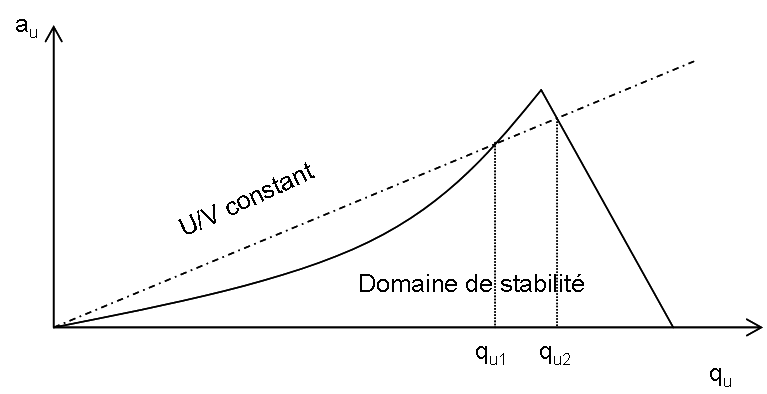
Diagram stabilności

Kwadrupol - analizator jonów, element konstrukcji wielu spektrometrów mas. Działa jako filtr masy - w ustalonych warunkach pracy przepuszcza tylko jony o określonym zakresie stosunku masy do ładunku elektrycznego (m/z).
Analizator ten zbudowany jest z czterech symetrycznie ułożonych równoległych prętów, najlepiej o przekroju hiperbolicznym. Przeciwległe pręty są ze sobą połączone elektrycznie, do dwóch sąsiednich prętów kwadrupola przyłożone jest napięcie, które jest sumą napięcia stałego i zmiennego (patrz kwadrupol). W tak utworzonym polu elektromagnetycznym tylko jony o odpowiednim stosunku ładunku do masy poruszają się w centralnej jego części (podobnie jak odbywa się ruch w cyklotronie), pozostałe ulegają rozproszeniu i nie przechodzą przez analizator. 
Poprzez zmianę napięcia stałego lub zmiennego a także częstotliwości napięcia przyłączonego do prętów można ustawić analizator tak, aby przepuszczał tylko jony o określonym zakresie stosunku masy do ładunku (m/z) i z określoną dokładnością.
Kwadrupol można ustawić tak aby przepuszczał jony o szerokim zakresie m/z. W takim trybie kwadrupol tylko transportuje jony do kolejnych przedziałów spektrometru (np. spektrometru tandemowego). Pomiar masy jest przeprowadzany przez skanowanie - systematyczne zmienianie m/z jonów przepuszczanych przez kwadrupol. Za kwadrupolem musi znajdować się detektor jonów, którym najczęściej jest powielacz elektronowy. Detektor wykrywa jony przepuszczane przez kwadrupol. Wewnątrz analizatora panuje próżnia.